# Ismaily (piłkarz)
Ismaily Gonçalves dos Santos znany również jako Ismaily (ur. 11 stycznia 1990 w Ivinhemie) – brazylijski piłkarz występujący na pozycji obrońcy we francuskim klubie Lille OSC.

## Kariera
Ismaily karierę rozpoczynał w 2008 roku w zespole Desportivo Brasil. W tym samym roku odszedł do São Bento, jednak w 2009 roku wrócił do Desportivo Brasil. W połowie 2009 roku przeszedł do portugalskiego drugoligowca, GD Estoril Praia. Przez rok w jego barwach rozegrał 30 spotkań i zdobył jedną bramkę.
W 2010 roku Ismaily odszedł do SC Olhanense z Primeira Liga. W lidze tej zadebiutował 25 września 2010 roku w przegranym 0:2 pojedynku z FC Porto. 12 lutego 2011 roku w zremisowanym 2:2 spotkaniu ze Sportingiem CP strzelił pierwszego gola w Primeira Liga. Graczem Olhanense był przez dwa lata.
W 2012 roku Ismaily przeszedł do innego zespołu Primeira Liga, SC Braga. Pierwszy ligowy mecz zaliczył tam 18 sierpnia 2012 roku przeciwko Benfice (2:2).
14 lutego 2013 roku podpisał 5-letni kontrakt z Szachtarem Donieck.